# روز پی

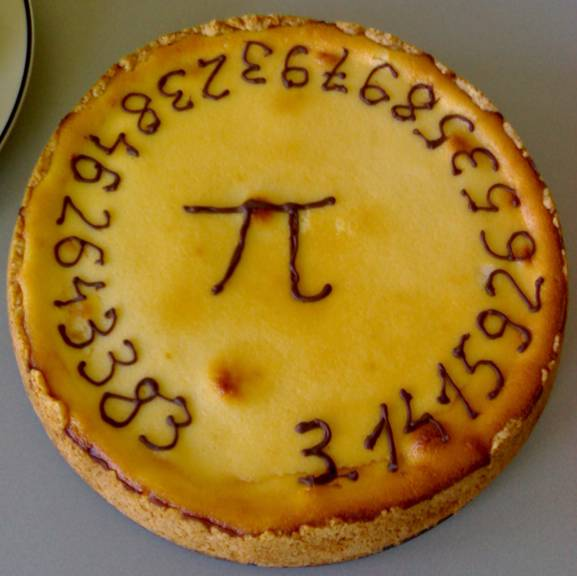
کیک پی در دانشگاه دِلفت

روز پی و روز تقریب پی دو روز از سال هستند که برای ثابت ریاضی {\displaystyle \pi } (پی) جشن گرفته می‌شوند. روز پی ۱۴ مارس (در نگارش آمریکایی ۳/۱۴) است و از آن‌جا که سه رقم نخستِ پی را دربردارد، این نام را گرفته‌است. در سال ۲۰۰۹ مجلس نمایندگان ایالات متحده آمریکا از اختصاص روزی برای عدد پی پشتیبانی کرد.
روز تقریب پی ۲۲ ژوئیه است. این نام‌گذاری، به‌دلیل تقریب مشهورِ ارشمیدس از {\displaystyle \pi } است که ۲۲/۷ (۲۲ تقسیم بر ۷) بوده‌است. از دیدِ ریاضی، هر دو روز به‌خاطر گنگ بودنِ پی، روزِ تقریب هستند. معمولاً ۲۲ ژوئیه در کشورهایی جشن گرفته می‌شود که در نگارش تقویمشان، ابتدا روز و سپس ماه می‌آید (ماه/روز)، و ۱۴ مارس در کشورهایی که ماه و سپس روز را می‌نویسند (روز/ماه) بزرگ داشته می‌شود.

## تاریخچه
قدیمی‌ترین جشن رسمی یا در مقیاس بزرگ روز پی توسط لَری شاو در سال ۱۹۸۳ در موزهٔ اکسپلوراتوریوم سان فرانسیسکو برگزار شد؛ جایی که او به‌عنوان یک فیزیک‌دان مشغول به کار بود.

## مراسم
روز پی با راه‌ها و روش‌های بسیاری بزرگ داشته می‌شود، از خوردن کیک تا بحث‌کردن پیرامون اهمیت و مفهوم عدد پی.